# Симилаун
Симилаун — гора высотой около 3600 метров в Альпах на австрийско-итальянской границе. Гора особенно известна как место открытия Этци.
Рельеф вокруг Симилаун гористый на юге, но на севере холмистый. Самая высокая точка находится на высоте 3591 метр над уровнем моря. Ближайшее крупное поселение — Обергургль, в 16 км к северо-востоку от Симилаун.
Территория вокруг Симилаун состоит в основном из лугов.

## Внешняя ссылка
- Similaun  (нем.)